# ぼくたちと駐在さんの700日戦争
『ぼくたちと駐在さんの700日戦争』（ぼくたちとちゅうざいさんのななひゃくにちせんそう、通称：ぼくちゅう）は、2006年3月から、一般ブログ中のエッセイとして書かれた同タイトルの作品が、同年7月よりFC2ブログにて独立公開されたもの。作者はくろわっで、作品中のイラスト、音楽も彼が手掛けた。2007年、英語版は、米国のワールド・トップ・ブログでユーモア部門の1位を獲得。
映画化され、市原隼人主演で、2008年に全国公開された。

## 概要
1970年代の田舎町（山形県、映画は栃木県）で繰り広げられた高校生グループと警察官との悪戯（イタズラ）戦争。つまりイタチごっこ。
心温まる青春コメディ小説で、半フィクションとされているが、どこからフィクションであるかは「公表すると書きづらくなる」とのことで不明。
開始と同時にネット中の口コミだけで広まって、独立した月にはブログランキング小説部門で1位。お笑い部門でも1位となり、開始から1年もたたずに500万HITを超え、同年の10月に1000万HIT、2012年8月には1億HITを超えた。
2007年4月に高陵社書店より書籍化。1 - 4章までを収めた1巻と、5、6章を収めた2巻が同時発売され、特に2巻に収められた5章『花火盗人 (はなびぬすびと)』が、読者の高い評価を受け売上げランキング入り。同年5月フジテレビ系の『めざましテレビ』で取り上げられ、爆発的なファン増加へとつながった。なお1巻には書き下ろしの『Side by Side』がブログとは別に追加されている。
2008年4月には小学館によりコミック化と文庫化。文庫は、2017年までに26巻＋総集編1巻が発売され、売上累計は145万部(2017年8月現在小学館。電子書籍版、単行本分はカウントされていない)。
2009年には、コミック、単行本ともに中国語と韓国語に翻訳され、日本国外でも発売されている。
コメディ主体でありながら、人情話や、社会問題、アクション、推理、恋愛などの様々な要素を巧みに融合させた巧妙なストーリーは、そのなじみやすい語り口と相まって、幅広い年代に受け入れられ、小学生から90代の人までが連日コメントを残す人気ブログとなる。
FC2への独立から、ほぼ毎日更新されるという異色の作品で、前日に入れられたコメントによってストーリーが変化するばかりでなく、コメントを入れた読者をそのまま登場させるなど、次々に「ネット」という特色を生かした展開を広げ、書籍の小説と一線を画している。10章「神様への挑戦状」(文庫15巻-16巻)では白血病になった読者の子供をそのまま物語に登場させて励まし続け、この子供が病から治癒したことで、さらに話題となる。
また一方で、外伝の章タイトルであった「スイートピーロード」が実際に現地に再現されるなど、独自の社会現象を起こしている。
2014年1月現在、卒業による物語終了を先延ばしにするために、時間を遡ってサイドストーリーを執筆するなどにより、いまだ更新が続いており、すでに18章全3000話を超える大作。書籍化後も「主体はブログ」として全話が公開され続けているが、文庫版は大幅に改稿されているため内容が異なる。
この映画の途中に、ジュディ・オングの「魅せられて」、石野真子の「狼なんかこわくない」、桑江知子の「私のハートはストップモーション」、FUNKY MONKEY BABYSの「ちっぽけな勇気」が使われている。
- 2008年3月からは、人気携帯サイトモバゲータウンでも、加筆修正版が公開された（モバゲーの小説部門がE☆エブリスタに移行され中断）。
- 2008年4月5日、5章「花火盗人」までを基盤とした映画公開。主演は市原隼人。
- 2009年1月、国外上映第一弾として台湾で公開（字幕）。
- 2009年3月、山形放送ラジオ、隔週15分番組として『ママチャリラジオ』放送を開始。
- 2009年5月、グリーンスタンダード社によりCDドラマ化。映画版でのブログ読者の不評を受けて、作者自らが脚本を担当している。
- 2009年8月、日本テレビ系列で、「キッズウィーク」のトリとして初の映画地上波放送。
- 2010年4月、韓国で映画が公開。
- 2011年3月、BSジャパンの「シネマクラッシュ」にて初の映画BS放送。
- 2012年8月、1億アクセス突破。

## ぼくちゅう「悪戯の定義」
1. 相手に怪我を負わせてはならない
2. しかけられた相手も笑えなくてはならない
3. 相手が弱者であってはならない
4. 償いができないものは悪戯ではない

## 登場人物

### 実行部隊
ママチャリ
本作の主人公。悪戯を考えることに関しては素晴らしい能力を発揮する。しかし、その頭脳は学業には活かされない。色々な人を引き付ける不思議な魅力を持つが、それが災いして、和美と付き合いはじめても、たびたび彼女を泣かすことになる。「ママチャリ」というあだ名の由来は駐在さんへの初めての悪戯の際、ひとりだけママチャリに乗っていたからである（映画版では駐在さんと出会う前からずっとママチャリと呼ばれている）。文庫、単行本ともに作者と同名となっているが、これはブログネームの「くろわっ」さんというライターがすでに存在したためで、あくまでも作者そのものではない、とことわっている。なお、本作の主人公でありながら原作と映画版と共に本名は明かされていない。
西条くん
他校の生徒や先輩が道をあけるほどの悪ガキ。空手、柔道、ボクシング、少林寺などの武道に長けており「瞬殺西条」の異名を持つ。孝昭とは異なり、喧嘩は対集団戦が多い。高校入学直後は同級生が寄り付かず孤立していたが、ママチャリに誘われて一緒に弁当を食べたのがきっかけで親友となった。子供にはとても好かれるが女性にはモテない。中学で父親を亡くし、やさしく母思いだが、老人は嫌い。非常にスケベで、恥ずかしい題名の本をたくさん持っている。なお、原作者はコメント欄などで数回、西条が主人公であると明言している。映画版ではミカちゃんを雨降る中で病院に連れて行くために傘をさしたママチャリを誘い出し、それがきっかけで彼と仲良くなり仲間となった。小説版では、グループ内で喧嘩の強さ・身体や格闘能力はダントツの1位とされているものの凶暴度は低いそうで妹がらみの井上に何度も袋叩きに合っている。
孝昭くん
西条とは違う中学で番をはっていた不良で、ケンカの強さもスケベ度合いも西条と並ぶ猛者。ただし、孝昭のケンカは「勝てばいい」というもので、西条とは異なり凶器を使ったり、勝つためならば手段を選ばない。また、西条と異なり、勝った相手にも最後までダメージを与える。さらに、1対1で戦うことが多い。井上の妹、夕子ちゃんの熊のぬいぐるみ（デートリッヒ）を欲しがっている。スケバンの姉（早苗さん・お蘭）には異様なほど弱い。12巻ではナナという名の犬を保健所から引き取って飼い始めている。映画版では子だくさんの9人兄弟（ヤンキーの姉1人と弟3人、妹4人）であり、偏差値ゼロと言われるほど学力が低い。また原作のように喧嘩が強い描写もなく、第5章の「花火盗人」の際には夏祭りでチンピラに絡まれて袋叩きにされてしまう（花火を盗んだママチャリと千葉くんとジェミーはそれがきっかけで駐在から逃げることができた）。苗字は原作と映画版と共に明かされていない。
グレート井上（井上俊隆→清十郎）
名家の生まれで成績優秀、顔も性格も良いモテ男だが、ママチャリたちの悪戯に加わる。第5章の「花火盗人」から駐在さんの義妹である美奈子さんに恋をしてしまう（映画版では花火盗人より少し前から美奈子さんに出会って恋をする）。強度のシスコンで、いつも夕子ちゃん（井上の妹）を心配する。映画版では診療所である井上医院の息子となっており、両親は登場しておらず、下の名前も明かされていない。小説版では、夕子ちゃんがらみになると凶暴度が高くなり、孝昭くんに匹敵するとされている。
ジェミー（丹下くん）
ママチャリたちより1学年下の後輩。メンバーいち小柄だったため第4章ではママチャリたちから「女装してパンティーを買ってくる」という任務を託され、このあとから女装が癖になる。性格は天然。怖いもの知らずなのか度々先輩（主にママチャリ）をナメた発言をしてお仕置きをされることがある。実在する理容店の息子で、無制限のおこづかいを持つ。映画版では西条の中学時代からの後輩となっており、本名は明かされていない。小説版では、花火盗人作戦において「退学になろうが、家業には関係ない」と進んで作戦への参加を表明したり、カトリック系の小学校の出身やギターやベースなど楽器関連に明るいなどの多彩な描写が描かれている。
村山くん
グループ1のトールボーイで、3年では男子バレーボール部のキャプテン。「そのままドラマに出られそうなほど」のイケメンで、親友であるグレート井上くん以上にモテまくるが、性格はいたって真面目で寡黙。メンバーでいち早く車の免許を持ち、無免許時代から運転はプロ並みの腕前。実はママチャリたちより1年年上だが病気により小学生の時に留年したことによりママチャリたちと同じ学年になった。いたずらでは、主に女子の説得に活躍している。映画版には登場していない。
久保くん
ママチャリと同じ中学出身のワル。情報通でガセネタがないので、メンバーでも信用されている。緊張すると腸にくるタイプで、数々の失敗談を生む(ハウドゥユドゥなど)。グループの武闘派の一人で孝昭と並ぶ実力を持っているらしいが、腸が弱いためその強さを披露する場面は少ない。実家では牧場をしている。釣りが得意。映画版には登場していない。
河野くん
中学時代は孝昭の手下。「カナリ屋食堂」の息子で料理が得意。メンバーで2番目に自動車免許をとるが運転は下手で、制限速度でしか運転ができない。グループでは武闘派の一人だが、久保と同様その強さを発揮する場面はほぼない。親に「生徒会長になった」と嘘をついたことから、あだ名は会長。映画版には登場していない。
千葉くん
水泳部のエースで長身・筋肉質。そのため重たいものを持ち上げたり振り回したりできる。甘いマスクと天真爛漫な性格で、男女問わない人気者。モノマネが得意で、ビジネス用語にも通じ、特に工藤先生（生活指導の先生）の声まねで数々のイタズラに加担する。兄は警察官で駐在さんと同じ署に所属している。映画版では水泳部のエースという描写はなく、肉屋の一人息子となっている。
映画版にはこのママチャリ率いる実行部隊に辻󠄀村さんという人物が存在しており、その辻󠄀村さんは本来であればママチャリたちより2学年上の先輩であってもうとっくに高校を卒業している年齢だが、高校を2年留年しているためママチャリたちと同学年になっている。辻󠄀村さんは自動車の運転免許も持っている。

#### のっぽさん部隊（工作部隊）
チャーリー（麻生千晶）
小柄で口数の多い自動車工場の息子。中学時代に自動車を作ったほどの技術者。おちんちんが小さいことを気にしているが、「（おちんちんが）小さくて（帽子を）被っている」ことから、駐在さんが、チャーリー・チャップリンを引き合いに出して慰めたため、そのままアダ名となってしまう。しかし、暴走族時代の経験から駐在さんは自らつけたのに麻生のことをチャーリーとは呼ばない。チャーリー親衛隊が存在する。
森田くん
メガネをかけた真面目系の少年。恵美ちゃんという彼女がいる。由緒正しいお寺の総代の息子で、メンバーに加わった理由が般若心経を唱えられるから（元々が心霊研究会であるため）。化学や電気工学に長け、下敷き（トリニトロセルロース）と、保水剤や浣腸などの薬液（グリセリン溶液）から爆弾（ニトログリセリン）を作り、理科室で爆発させた武勇伝を持つ。いたずらのときは、道路の封鎖の時に爆弾を作るなど（2巻参照）、科学のジャンルで活躍している。真面目系ではあるもののある爆弾作りに反対した理由は「下敷きを何枚買わせる気だ？」。低血圧児。後に英語教師となる。
バリトンくん（安部くん本名は高橋君）
声質から「バリトン」と呼ばれている。超低音な美声の持ち主だが、肝心な時だけ声が高くなってしまう。放送委員で音響に詳しい。なお文庫化された書籍9巻の巻末に、モデルとなった人物は実際はバレンタインの数日前に事故により17歳で亡くなっていると記されている。
坂本くん
チャーリーを師と仰ぐ1年下の後輩。家は水道工事屋で、高校生なのに溶接ができる。家が500万の借金地獄に陥るが、ママチャリたちによって助けられる。

### 他の学生
和美
中1の時からママチャリに恋心を抱く女子高生。巨乳（Eカップ）で、性格も明るく人気がある。9章からママチャリと恋仲となる。ただ喧嘩もしばしばである。父親が公務員のため家柄が厳しい。ママチャリたちのいたずらが好きで、たまにバックアップする。家族は転勤で引っ越しており、下宿している。
夕子ちゃん（井上夕子）
グレート井上くんの二つ下の妹で、グループのアイドル的な美少女。ママチャリからは夕子ちゃんと呼ばれている。デートリッヒという熊のぬいぐるみを大切にしている。小さい時から、兄の親友であるママチャリにほのかに恋心を抱いていたが、最終的には村山くんとつきあい、後に結婚する。
竹内ゆかり
施設出身で不良っぽいところがある女の子。7章「のぶくんの飛行機」（文庫4巻）より登場。ジェミーと同学年で、西条の初彼女となるが、些細なことでよくケンカして常に別れたり付き合いなおしたりしている。ママチャリをド変態だと勘違いしている。
瑞穂
竹内さんと親友の巨漢少女。食欲旺盛で耳年増。
恵美ちゃん
8章「マリア様によろしく」（文庫6巻）ヒロイン。耳が不自由なことから、ママチャリたちと同年でありながら1学年下の女子高生。敬虔なクリスチャンで、性犯罪に巻き込まれるが、それを森田くんたちに助けられたことがきっかけで、森田くんと恋仲になる。
小町
番外編「チクリ小町のポーラスター」ヒロイン。英研に所属する優等生で、生真面目な性格からママチャリと対立する。旧姓が小野で秋田から来たため小町というあだ名が付けられる。本名理恵。
宮崎さん
詳細は不明だが、頻繁に名前の出る校内のアイドル的女子。井上に好意を抱いている。比較的貧乳らしい。

### 駐在さん関係者
駐在さん(中嶋さん)
町の駐在所に勤務する大人気ない警察官。階級は巡査長。駐在所へ赴任して間も無く原付でスピード違反した西条を取り締まったことをきっかけに、ママチャリたちと同レベルでの争いを繰り広げることになる。さまざまな悪戯をママチャリたちに仕掛けられており、駐在所の建物や備品を破壊されたこともある。その度にとても警察官とは思えない反撃（エロ本を自転車の荷台に仕掛ける・ママチャリを雪の中に埋めるなど）をする。一方、弟分のように心配する一面もあり、何度もママチャリたちの窮地を助ける。元暴走族総長で、そのグループは伝説の走り屋グループとなっている（当時のあだ名は「セーコちゃん」、「メッタ切りの黒ヘル」）。暴走族時代に敵対グループとの抗争に駐在警官が体を張って仲裁に入ったのをきっかけにグループを抜け、警察官になった。警察の大会で優勝するほど武道に長けている。
映画版では元暴走族という設定にはなっていないが、レディース時代の加奈子と散々やり合ってついにはその加奈子をレディースから脱退させて彼女と結婚までし、それがきっかけで駐在所へ左遷されたという設定になっている。
中嶋加奈子（加奈子さん）
駐在さんの妻。驚くほどの美人で、ママチャリたちと駐在さんの戦争の影の原因となった。元レディース総長だが、性格は極めておっとりしている。
美奈子さん
加奈子さんの妹で東京の東京理○大学に通うエリート女子大生。加奈子さんに酷似している美人で、東京には「美奈処（美奈子さんの処女を守る会）」と呼ばれるファンクラブまである。5章「花火盗人」から、グレート井上が密かに恋心を抱く。車の運転が下手なのが唯一の欠点。右折ができず性格が変わる。
中嶋愛（愛ちゃん）
駐在さんと加奈子さんの愛娘。成長後の中学生時代を描いた「MINT倶楽部」では、ケンカが強く男勝りだが、母親似の美少女に成長している。初めてしゃべった言葉は「ママ」、その次が「ママちゃ〜」で、「パパ」よりも早かったことから、駐在さんがママチャリを逆恨みする。
映画版には登場していない。
五十嵐さん
駐在さんの後輩で、交通機動隊所属の白バイ隊員。階級は駐在さんと同じく巡査長。一流中学 → 開○高校 → 慶○大学出の超エリートだが、中学の頃から男子校だった影響で女性に弱い。孝昭の姉・早苗を速度違反で検挙したことが原因でひと目ボレする。
映画版には登場していない。
千葉兄
千葉くんの兄で生活安全課に勤務する。駐在さんとは顔見知りのようで、初めての悪戯の際呼び出される。弟をはるかに上回る乱暴者。映画版には登場していない（千葉くんが一人っ子という設定に変更されているため登場していない）。
泉巡査
15章「枯れる花咲く花」にのみ登場する婦人警官。かなりのオテンバ。ママチャリたちが本署に潜入した際、「千葉兄の恋人」と嘘をついたことで周りが勝手に騒ぎ出し、実際に千葉兄とつきあい始めることになる。
映画版には登場していない。
純喫茶ポプラのマスター（的場さん）
温和な性格だが、実は駐在さんの率いたサーキット族「スターダスト」の元メンバー。演歌が好き。相模コーチがすき。ママチャリを働かせるが、仲間たちが飲み食いした代金を押し付けるため、借金がどんどん増える。
映画版には登場していない。
我妻さん（初代チャーリー）
サーキット族「スターダスト」の元メンバーで麻生の方のチャーリーと区別をし、麻生は「麻生」、我妻さんのことは「チャーリー」と呼ぶ。
映画版には登場していない。

### その他の登場人物
タカさん（タカ子）
ママチャリの母。小学校まで神童と呼ばれた才女で、その片鱗を随所で発揮する。それが様々なところに影響を及ぼし、グレート井上の本名や夕子ちゃんの名前の由来にもなっている。息子の連れて来る女の子の名をひとりずつずらして覚える「スライド攻撃」で、ママチャリが結婚するまで悩まされた。映画版では「たみ子」となっている（作者の母の本名である）。
ミカちゃん
5章「花火盗人」から登場する明るく少しおませな小学1年生。難病の弟がおり、看病している病院で入院中の西条と出会う。ママチャリたちグループを自分の家来だと思っている（ママチャリは1号）。映画版では前園ミカという名前になっており、難病の設定が自身に変更され、5章の「花火盗人」より前からママチャリたちと出会っている。
リョウくん
ミカちゃんの難病の弟。花火泥棒はこの子のために行われるが、映画版には登場しておらず、難病の設定はミカちゃんに変更されている。
のぶ君
7章「のぶくんの飛行機」で登場する不遇の環境に育つ天才少年。西条によってミカちゃんと出会う。妹が一人いる。
お蘭/早苗さん
孝昭くんの姉で周りにも恐れられるスケバン。私立北女子高校（通称：北女）を卒業後OLとなる。孝昭以上に凶暴だが、家庭的な一面も持つ。スケバンの時の芸名は「お欄」（文庫、モバゲー版では「お蘭」）。後に白バイ隊員の五十嵐さんと相思相愛の関係となる。映画版にも孝昭くんの姉はスケバンとして登場するが、名前は明かされておらず、ヤンキーとなっている。
ユキ姉（津田 ゆき）（ゆき姉表記もある）
6章「小さな太陽」ヒロイン。城南女子高校を卒業後銀行に勤務するOL。西条の姉貴分。子供の頃、西条をいじめっ子から守っていた。父親は柔道の師範代。過去に城南でスケバンをしており、「城南のユキ」という異名を持つ。21巻では妊娠が明らかになった。
ケーキ屋ケンちゃん
本名ケンイチ。ユキ姉の兄で超凶暴な元ヤクザ。西条にとっては道場の兄弟子にあたり、ケンカの実力は西条が恐れるほどだが、実は「メルヘン」という人気のケーキ屋を営んでいる。ケンカで倒した相手に、無理矢理会員カードをつくらせて客を増やすという荒技で、店は大繁盛だが、自分の妻（妙子さん）と駐在さんには頭が上がらない。
お蝶婦人/花ちゃん(斎藤花)
北女に通う女子高生。また実家は京都の和菓子老舗「橘」で、祖父母に厳しく育てられるが、スケ番お蘭（早苗さん）の後継者となる。紆余曲折あり井上の許嫁。ケンちゃんとは義理の姪の関係であり、遠いユキ姉の親戚に当たる。
椿
城南のスケバン番長。お蝶婦人率いる北女と対立する。猫なで声がママチャリに近づく。本名は利江（としえ）。
楓
城南のスケバンで椿の手下。ママチャリに好意を抱く振りをして近づいて、お蝶婦人と井上に復讐を果たそうとする。本名は正子。
右京
ママチャリたちの2年上の先輩でテニス部のエースだった。イケメンでモテていたが、恵美ちゃんへの性犯罪に関わっており、制裁措置によってザビエルの髪型にされた。その後、ママチャリたちに復讐を企むが、駐在さんにぶちのめされる。
早乙女さん
名前に似つかわない本物のヤクザ幹部。内面の優しさにつけこまれ、ママチャリにいいように使われる。ケンちゃんが苦手。シークレットブーツを履いていたことから「野口五郎」、顔から「権堂」とも呼ばれている。
BJ（大場和夫）
ブラック・ジャックにひたすら憧れる名獣医師。大場のB、獣医のJから無理矢理BJと呼ばせている。「おおば かずひこ」を「おおばか ずひこ」と訳されるのが嫌でBJを名乗る。
バナナちゃん（大場奈々）
13章「風を見た日」ヒロイン。BJの妹で、名門校KJ館高校に通う才色兼備な少女。孝昭が恋心を抱く。
澪ちゃん
ぼくちゅう三大美女の1人。10・11章「神様への挑戦状」ヒロイン。最初は弟のレオが暴走族に対抗するのに反対していたが、次第にママチャリたちに共感する。井上くんが好き。暴走族に仕返しをしようとしたレオを少々乱暴にお仕置きしたため、西条は苦手意識を持っている（曰く「お蘭の再来」）。
レオ
澪ちゃんの弟。10・11章は同名のブログ読者のために書かれていた。父親の敵をうつために暴走族に対抗しようとし、西条に弟子入りする。ママチャリたちからも可愛がられるが、行動を共にするうちに似なくてもいいところまで似てきてしまう。
洋次
10章「神様への挑戦状」から登場する定時制高校生。暴走族「夜桜連合」の構成員ながら、並外れたギターの才能を持つ。ママチャリが働く「ポプラ」を訪れ嫌がらせを行うが、ママチャリの機転によって追い返される。その後、アルバイトをしているガソリンスタンドで偶然ママチャリと再会し親しい間柄になり、暴走族脱退を決意する。
兄は洋一。
茶木
チンピラ。竹内さんと同じく施設出身。井上くんと美奈子さんを襲ったこともあるが、西条によって成敗される。竹内さんには兄同然に慕われている。
森田じじい
森田くんの祖父で、由緒あるお寺の総代。川柳と将棋、さらには囲碁が趣味だが、どちらもうまくない。ママチャリの祖父に敵意を抱いている。タカさんを息子の嫁にしようとしていた。
グレート父さん（井上薫）
グレート井上の父。大のジャイアンツファン。町の企業や教育機関に顔がきく。神社を所有していた。しかしそんな地域の名主でもタカさんには一目置いている。そのため、タカさんには弱い。「ジャイアンツがあまりにも負けるから」という理由でテレビを買い替えたことがある。映画版には登場していない。
グレート母さん（井上弓美）
グレート井上の母。大のカープファン。なお、全家族が登場するのはグレート井上家のみ。映画版には登場していない。

### 人間以外
デートリッヒ
夕子ちゃんの持つ熊のぬいぐるみ。ドイツのベルリン生まれ。番外編「デートリッヒ物語」は、幼年期〜思春期までの夕子ちゃんが、ぬいぐるみ視点から描かれる。
サチコ
グレート井上くんの家のドーベルマン。名前はサチコだが実はオス。チャーリー（麻生くん）を気に入っている。
パトパト（オセロ）
駐在所にいる全国初の警察ヤギ。元は久保の家で生まれた子ヤギだが、ママチャリたちによってパトカー模様に塗られて（さらに「山形県警」の文字まで書かれて）駐在所におかれる。この時点では体の下半分が黒くなっただけだったが、悪ノリした駐在さんによって頭を赤く塗られてしまう。
タカギ
久保家で飼われる知能の高い大型豚（電話にも出る）。
モロッコ
「ポップコーン戦線」にのみ登場する小熊。母親はトゥモロー（意味は明後日）。
クィーン
13章「風を見た日」（文庫12巻「アンダルシアからの手紙」）にのみ登場する競走馬。世界一美しいと言われるアンダルシアン種。
日記「のらヤギ」
久保くんと見つけたヤギをきっかけに書いた日記。ぼくちゅうの元の元。
Griffinの黒いヘルメット
最初は黒岩さん（スターダスト元トップ）のものだが、スターダストを辞める時、黒ヘル（駐在さん）に渡した。このヘルメット、実は駐在さんの妻、加奈子さんの父、チェン・キアンさんのもの。チェン・キアンさん→渡辺さん（オートレーサー）→黒岩さん→駐在さんの順で渡ってきた。加奈子さんが「このヘルメットを捨てたら愛を認めてあげる」と言ったことで、峠に捨てるが、我妻さんが拾い、ママチャリから駐在さんへ戻った（文庫13巻、15章ジャスミンティーにクロワッサンより）。

## 映画
2007年7月中旬から栃木県那須烏山市で撮影が行われた。2008年4月5日より全国公開。地上波テレビ放送では2009年8月12日に日本テレビ系列で「キッズウィーク3夜連続夏休み映画祭り」の一環として初放送され（この際には神社の場面や孝昭の家での場面などがカットされた）、BSテレビ放送では2011年3月14日にBSジャパンの「シネマクラッシュ」にて初放送された（この際には本来のエンドロール以外はノーカットで放送された）。

### キャスト
- ママチャリ - 市原隼人
- 駐在さん - 佐々木蔵之介
- 西条 - 石田卓也
- 孝昭 - 加治将樹
- グレート井上 - 賀来賢人
- ジェミー - 冨浦智嗣
- 千葉くん - 脇知弘
- 辻村さん(映画オリジナルキャラクター) - 小柳友
- 加奈子さん - 麻生久美子
- 美奈子さん - 豊田エリー
- 夕子ちゃん(グレート井上の妹) - 水沢奈子
- 前園ミカ - 成嶋こと里
- 和美（ブラの提供者） - 倉科カナ
- たみ子（ママチャリの母） - 石野真子
- 寺島先生 - 森崎博之
- 白井恭子先生 - 坂井真紀
- 孝昭の父 - ガッツ石松
- 孝昭の母 - 池谷のぶえ
- 孝昭の姉 - 安藤玉恵
- 神主 - 志賀廣太郎
- 喫茶店の店員 - 裵ジョンミョン
- みどり屋のおばちゃん - 片桐はいり
- 電気屋のおじさん - 酒井敏也
- 花火師 - 掟ポルシェ
- 花火師 - 鈴之助
- 親方 - 竹中直人
- 「バーバー吉村」のばばあ - 根岸季衣
- 吹奏楽部員 - 長尾卓也
- ミカちゃんのお母さん - 宮田早苗
- 看護師・川崎さん ‐ 宮地雅子
- スカートがめくれていた おばあちゃん - 森康子

### 主題歌・挿入歌
- 主題歌・FUNKY MONKEY BABYS「旅立ち」
- 挿入歌

ジュディ・オング「魅せられて」
桑江知子「私のハートはストップモーション」
FUNKY MONKEY BABYS「ちっぽけな勇気」

### スタッフ
- 監督：塚本連平
- 脚本：福田雄一
- 原作：ブログ『ぼくたちと駐在さんの700日戦争』by くろわっ
- 製作：宇野康秀
- エグゼクティヴプロデューサー：星野有香、河井信哉
- 企画プロデューサー：山崎雅史、大前典子
- プロデューサー：森谷雄
- 製作エグゼクティヴ：依田翼
- 撮影：瀬川龍
- 美術：太田喜久男
- 照明：原由巳
- 録音：南徳昭
- 編集：平川正治
- CG・タイトルバック：本田貴雄
- 劇中イラスト：キン・シオタニ
- 音楽プロデュース：志田博英
- 音楽：Audio Highs
- スタントコーディネート：釼持誠
- 助監督：久保田博紀
- 制作プロダクション：アットムービー・クリエイティヴ
- 製作：ギャガ、TSUTAYAグループ、IMAGICA、メモリーテック、CBC[3]、SBS[3]
- 配給：ギャガ

## ドラマCD
- 1 - 2009年5月リリース
- 2 - 2009年8月リリース
- 3 - 2010年1月リリース

### キャスト
- ママチャリ/NA - 鈴村健一
- 西条 - 中村悠一
- 孝昭 - 谷山紀章
- グレート井上 - 石田彰
- 村山 - 櫻井孝宏
- 千葉 - 堀江一眞
- ジェミー - 宮田幸季 (2、3)
- 駐在 - 藤原啓治
- 加奈子（奥さん） - 桑島法子 (1、3)
- 工藤 - 宮澤正 (1)
- 白井 - 中島沙樹
- 夕子 - 大亀あすか

## 書籍
高陵社書店による単行本、小学館による文庫、コミックが発売されている。

### 単行本
- 1巻 宣戦布告編 2007年3月
  - エッセイ「靴の墓場」
  - 序章「俺たちは風」
  - 1章「宣戦布告」
  - 2章「万引き疑惑」
  - 3章「公害ブルース」
  - 4章「夕陽の決闘」
  - 番外編「SIDE BY SIDE」(書き下ろし)
- 2巻 激闘編 2007年3月
  - 5章「花火盗人」
  - 6章「小さな太陽」

### 小学館文庫
- 1巻 2008年4月9日初版 (単行本修正版) ISBN 978-4-09-408261-6
  - エッセイ「靴の墓場」
  - 序章「俺たちは風」
  - 1章「宣戦布告」
  - 2章「万引き疑惑」
  - 3章「公害ブルース」
  - 4章「夕陽の決闘」
  - 番外編「SIDE BY SIDE」
- 2巻 2008年5月13日初版 (映画コラボ版) ISBN 978-4-09-408282-1
  - 5章「花火盗人」
  - 番外編「ポップコーン戦線」(モバゲータウンコラボ)
- 3巻 2008年9月10日初版 ISBN 978-4-09-408304-0
  - 6章「小さな太陽」
  - 特別編「星のメドレー」(書き下ろし)
- 4巻 2009年5月13日初版 ISBN 978-4-09-408389-7
  - 7章「のぶくんの飛行機」(ブログ改稿版)
- 5巻 2009年8月6日初版 ISBN 978-4-09-408415-3
  - 8章「すもももももも」(書き下ろし)
  - 番外編「ふりむき地蔵」(携帯サイト「星の砂」連載)
  - 特別編ショート「夏いちりん」(携帯サイト「星の砂」連載)
- 6巻 2009年12月4日初版 ISBN 978-4-09-408454-2
  - 9章「マリア様によろしく」(ブログ改稿版)
- 7巻 2010年6月4日初版  ISBN 978-4-09-408519-8
  - 10章「桜月夜」(ブログ改稿版)
- 8巻 2010年11月5日初版 ISBN 978-4-09-408561-7
  - 11章「失恋注意報」(書き下ろし)
- 9巻 2011年2月4日初版 ISBN 978-4-09-408587-7
  - 12章「プロポーズはテノールで」(ブログ改稿版)
- 10巻 2011年7月14日初版 ISBN 978-4-09-408632-4
  - 13章「走れ!チャーリー号!」(ブログ改稿版)
- 11巻 2011年11月8日初版 ISBN 978-4-09-408661-4
  - 短編集「スイートピーロード」ほか全13編
- 12巻 2012年2月3日初版 ISBN 978-4-09-408686-7
  - 14章「アンダルシアからの手紙」(ブログ改稿版)
- 13巻 2012年5月8日初版 ISBN 978-4-09-408715-4
  - 15章「ジャスミンティーにクロワッサン」(書き下ろし)
- 14巻 2012年8月3日初版 ISBN 978-4-09-408750-5
  - 「CARPORT'76」(書き下ろし)
  - 「早苗さんの卒業式」(ブログ改稿版)
  - 「デートリッヒ物語」(ブログ改稿版)
  - 「西条くんの『あってないけどそれなりに意味だけ通じる諺』辞典〈上〉小学館版」(ブログ改稿版)
- 15巻 2012年12月6日初版 ISBN 978-4-09-408777-2
  - 16章「神様への挑戦状(上)」(ブログ改稿版)
- 16巻 2013年1月4日初版 ISBN 978-4-09-408778-9
  - 16章「神様への挑戦状(下)」(ブログ改稿版)
- 17巻 2013年4月5日初版 ISBN 978-4-09-408815-1
  - 17章「チクリ小町のポーラスター」(ブログ改稿版)
- 18巻 2013年8月2日初版 ISBN 978-4-09-408851-9
  - 18章「枯れる花 咲く花」(ブログ改稿版)
- 19巻 2013年12月6日初版 ISBN 978-4-09-408887-8
  - 19章「アパッチじいさんと銀杏の木」(書き下ろし)
  - 外伝「和美ちゃん・恋の700日戦争 第1章 中学〜高1編」(ブログ改稿版)
- 20巻 2014年4月8日初版 ISBN 978-4-09-406036-2
  - 20章「井上くん革命」(ブログ改稿版)
- 21巻 2014年8月5日初版 ISBN 978-4-09-406072-0
  - 21章「井上くん革命II §秋去姫編」(ブログ改稿版)
- 22巻 2014年12月5日初版 ISBN 978-4-09-406109-3
  - 22章「マスカレード 第1幕」(ブログ改稿版)
- 23巻 2015年4月7日初版 ISBN 978-4-09-406146-8
  - 22章「マスカレード 第2幕・第3幕」(ブログ改稿版)
- 24巻 2015年8月6日初版 ISBN 978-4-09-406189-5
  - 24章「マスカレード 第4幕」(ブログ改稿版)
  - 「心霊研究会の怪談大会」(ブログ改稿版)
  - 「シリーズ河野『俺のつらい過去』」(ブログ改稿版)
  - 「詩集発表会」(ブログ改稿版)
  - 付録「西条くんの『あってないけどそれなりに意味だけ通じる諺』辞典 小学館版」(ブログ改稿版)
- ベスト版 闘争の巻 2015年12月8日初版 ISBN 978-4-09-406239-7
  - 1章 開戦 (既刊から編集)
  - 2章 いきなり最終兵器 (既刊から編集)
  - 3章 戦況拡大 (既刊から編集)
  - 4章 報復合戦 (既刊から編集)
  - 5章 俺が法律 (既刊から編集)
  - 6章 工作班 (既刊から編集)
  - 7章 団体戦 (既刊から編集)
  - クリスマス特番 外伝『明日、カタリーナで』(ブログ改稿版)
- 25巻 2016年4月6日初版 ISBN 978-4-09-406281-6
  - ショート集 「ぼくたちと駐在所の12ヶ月戦争」(ブログ改稿版)
  - 番外編 「オハヨー！カーちゃん」（ブログ改稿版）
  - マンガ入りショート 「おおらか！千葉くん！」(ブログ改稿版）
  - 附録 「西条くんの中間考査」 (ブログ改稿版）
  - 外伝 「ラフマニノフの憂鬱」 (ブログ改稿版）
- 26巻 2017年7月6日初版 ISBN 978-4-09-406434-6
  - 駐在さんの700日戦争 「赴任編」 （ブログ改稿版）
  - 外伝 「千葉くんとぼくと」 （ブログ改稿版）
- 27巻 2018年6月6日初版 ISBN 978-4-09-406518-3
  - 心霊研究会余録 「真夜中のGT（グランツーリスモ）」 （ブログ改稿版）

### 小学館コミック
- 『ぼくたちと駐在さんの700日戦争』 2008年4月8日初版 (オオイシヒロト画)
  - 5章「花火盗人」まで